# オペル・コンボ
コンボ（COMBO ）は、オペルが同ブランドおよびボクスホールブランドにて販売しているフルゴネットタイプの小型ライトバンおよびLAVである。
3代目までは自社開発であったが、4代目からフィアット・ドブロの兄弟車となり、2021年のステランティスグループの成立に伴い、5世代目はドブロに加えて、プジョー・リフター/プジョー・パートナー、シトロエン・ベルランゴ、さらにステランティスと協業しているトヨタの欧州専売車種トヨタ・プロエースシティとの兄弟車種となった。

## 2代目（1993年-2001年）
1994年に2代目コルサの派生車種として発売された。Bピラー部分まではルーフスポイラーを除いてほとんどコルサと共通であったが、貨物車のため、車体のサイズは大型化され、またリアドアは観音開き式であった。
1995年にはLCVの販売台数増加により分割可倒式のシートを装備した5人乗りのモデルのコンボツアーを追加した。
主要市場は欧州であったが、ほかの市場でも販売された。生産はポルトガルのGMアザンブージャ工場。

### 販売ブランドと市場
- オペル - イギリスを除く欧州、チリ（のちにシボレーブランドに移管）
- ボクスホール - イギリス
- ホールデン - オーストラリア、ニュージーランド
- シボレー - チリ（オペルブランドより移管）

## 3代目（2001年-2011年）
2001年には3代目にモデルチェンジが行われた。同クラスのパネルバンはベースにコンパクトカーを用ないようになったが、先代同様コルサがベースとなり、Aピラーまでがコルサと共通になった。コルサに用いられたガンマプラットフォームは、車体幅を制限した。
初代コンボとの違いとして、助手席側のみあるいは両側のリアサイドドアにスライドドアが採用された。
また5人乗りのモデルのコンボツアーも引き続き設定され、さらにRV （LAV）モデルのコンボツアートランプ（一部市場での名称はコンボツアーアリゾナ）も設定された。コンボツアートランプにはサスペンションチューニングや最低地上高の増加が行われ、シャシープロテクトカバーが装備された。なお、コンボツアーはイギリスにおいては販売されていない。
コンボツアートランプには標準装備で、コンボツアーにはオプションでテールゲートタイプのリアドアが選択できたが、商用タイプには引き続き観音開き式のものが採用された。
2006年にはポルトガルのGMアザンブージャ工場が閉鎖されたため、生産拠点はスペインのサラゴサに移管された。 

### 販売ブランドと市場
- オペル - イギリスを除く欧州、シンガポール
- ボクスホール - イギリス
- ホールデン - オーストラリア、ニュージーランド
- シボレー - チリ

## 4代目（2011年-2017年）
2010年にフィアットとGMの間で締結された「商用車の供給に関する契約」に基づき、自社生産からOEMによる供給に切り替えた。
ベースとなるのはドブロで、外板の一部こそオペル流に手直しされているが、メカニズムは基本的にドブロのものを流用する。
シートバリエーションは5人乗りと7人乗り（ショートのみ）、ホイールベースは2.755mm（全長4.390mm）と3.105mm（同4.740mm、5人乗りのみ）の2種、全高は1.850mmと2.100mm（5人乗りのみ）が用意される。
また、エンジンは2種（90PSと105PS）の1.6Lターボディーゼルと同ecoFLEX、1.4Lガソリンと同ecoFLEX、同ターボCNG・ecoFLEXの7種から選択できる。90PS仕様のディーゼルecoFLEXのみイージートロニックで、それ以外はすべて5速MTもしくは6速MTとなる。

### 販売ブランドと市場
- オペル - イギリスを除く欧州、シンガポール
- ボクスホール - イギリス

## 5代目（2018年-）
2017年3月にGMからオペルとボクスホールブランドを買収したPSAグループは、プジョー、シトロエン、オペル、ボクスホールブランド共通のミニバンを開発する計画にそってシトロエン・ベルランゴの姉妹車として「コンボE」をジュネーブモーターショーにて発表した。イギリスではボクスホールブランドで販売される。商用車仕様は「コンボ」、乗用車仕様は「コンボライフ」と呼ばれる。
プラットフォームはPSAグループの「EMP2」を採用し、5人乗りのショートボディと7人乗りのロングボディが設定される。

### ギャラリー

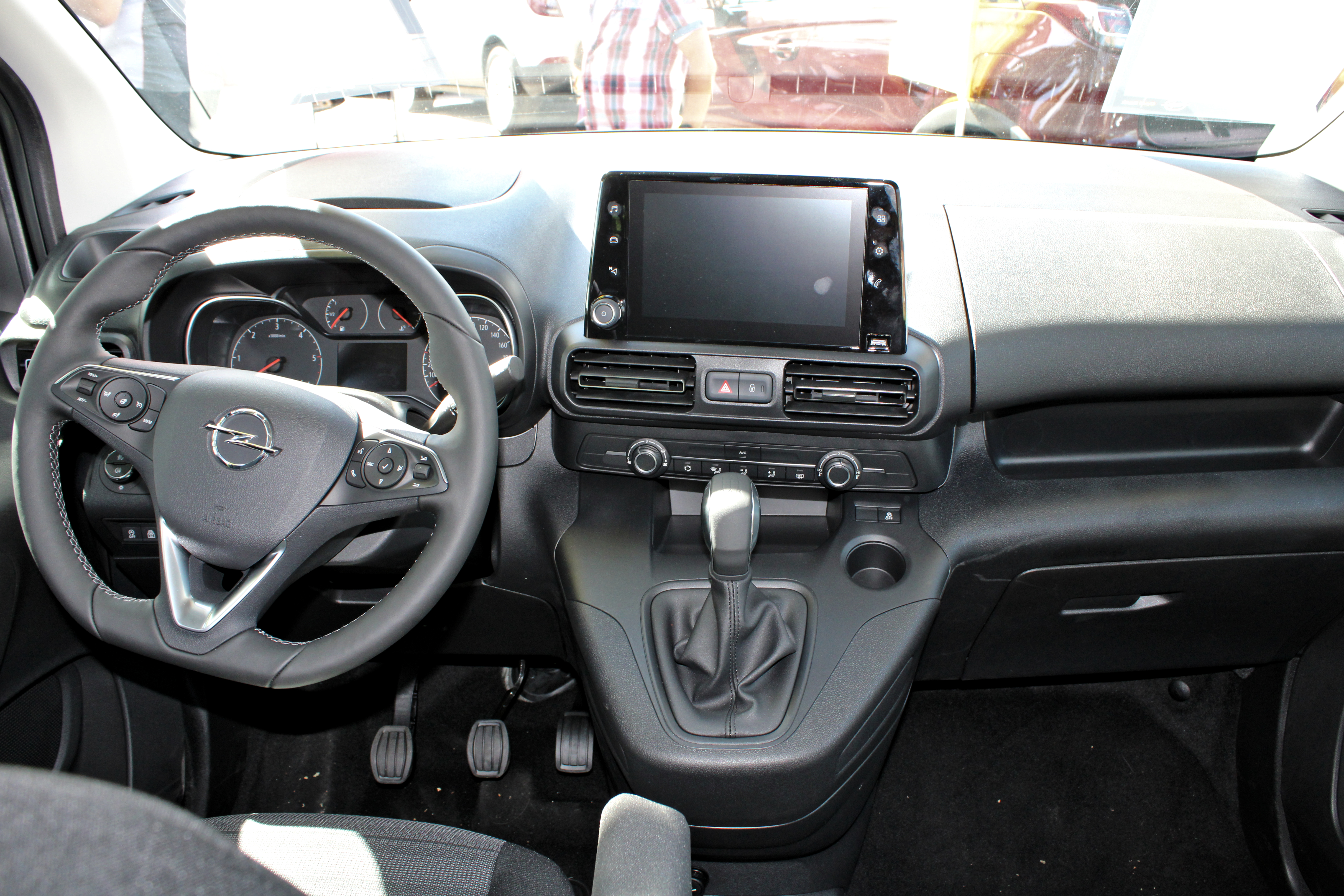
オペル・コンボライフ（内装）
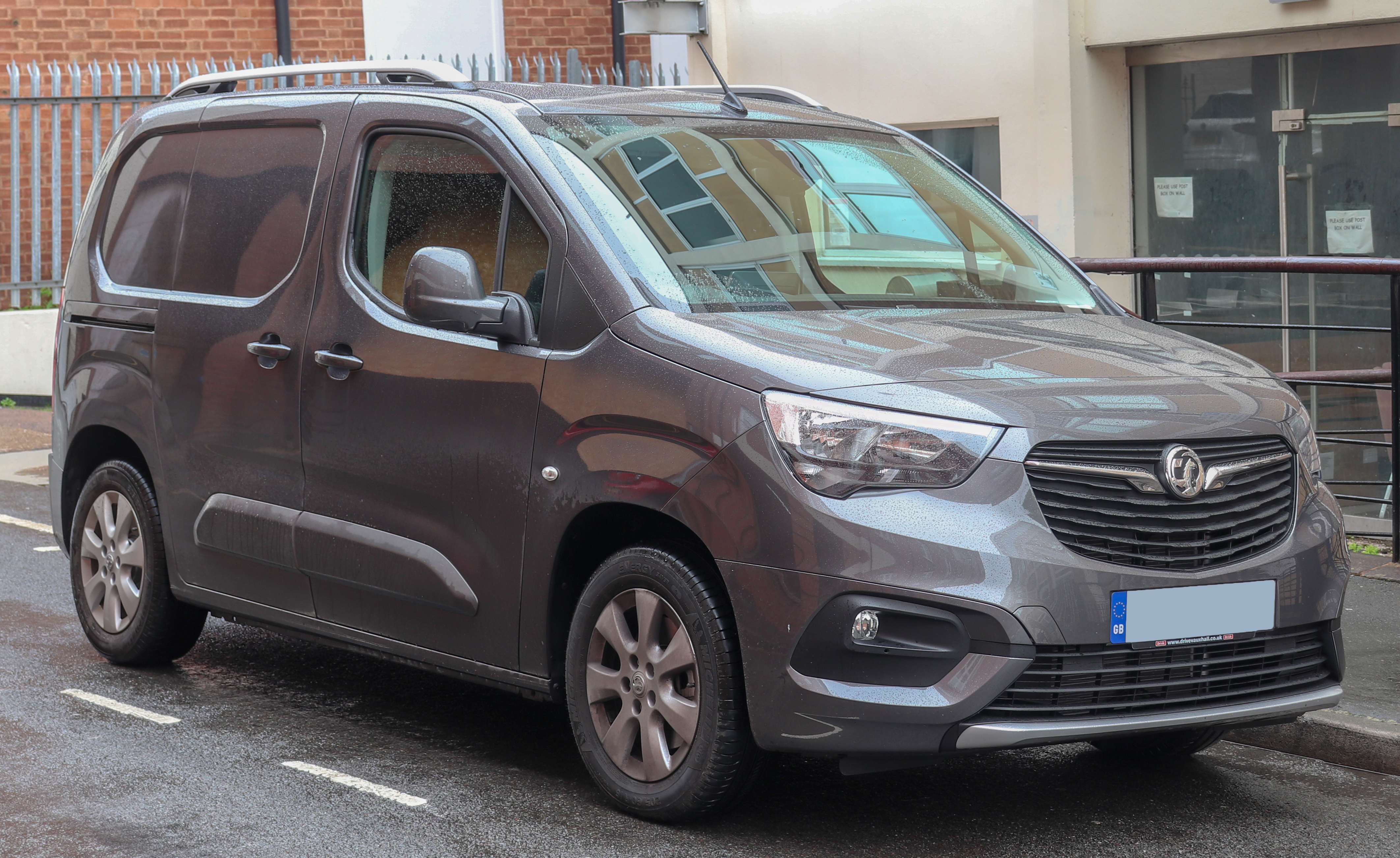
ボクスホール・コンボ（フロント）
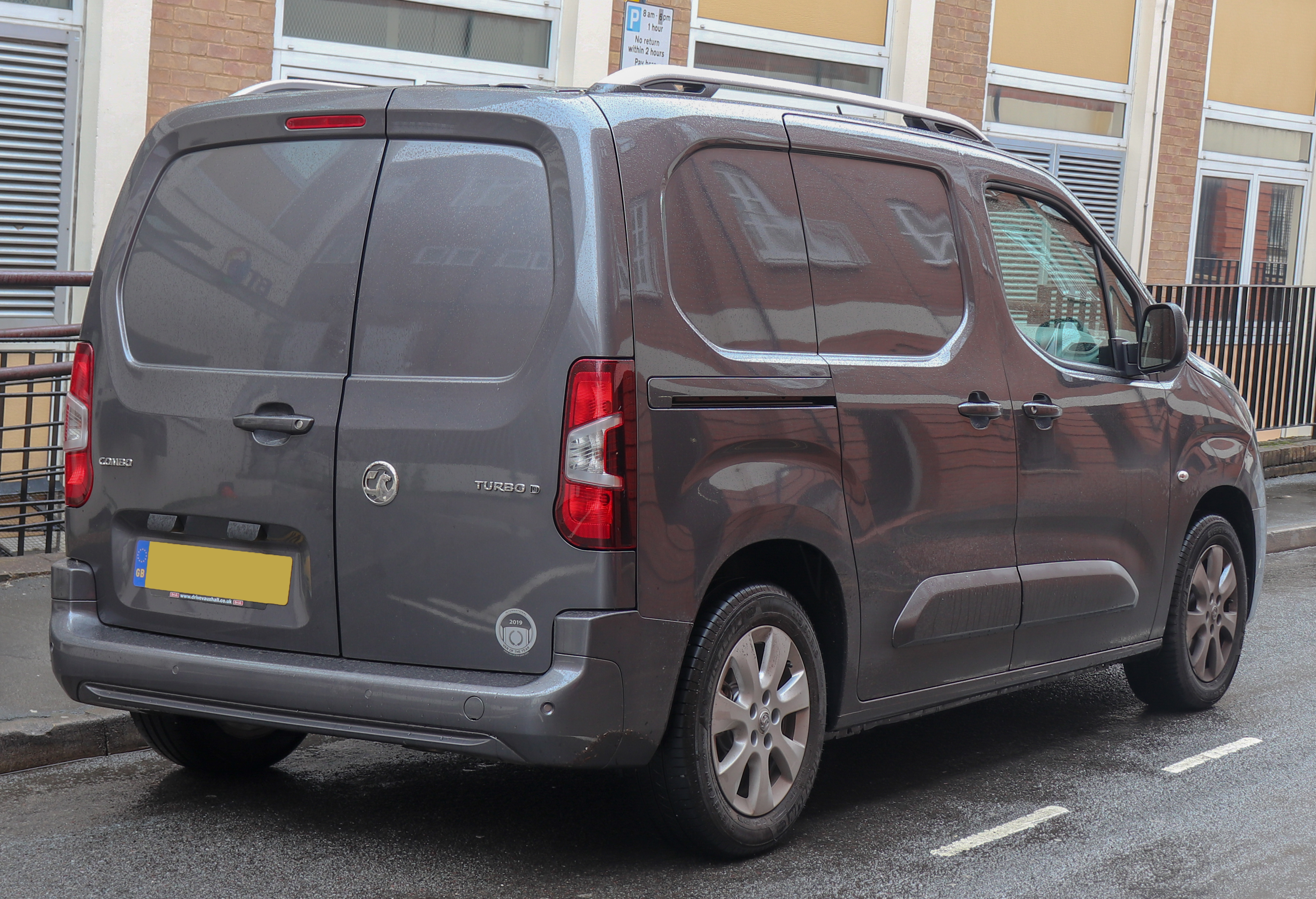
ボクスホール・コンボ（リア）